# Ligne Hankyu Kyoto
La ligne principale Hankyu Kyoto (阪急京都本線, Hankyū Kyōto-honsen) est une des 3 lignes ferroviaires majeures du réseau Hankyu dans la région du Kansai au Japon. Officiellement, elle relie la gare de Jūsō à Osaka à celle de Kyoto-Kawaramachi à Kyoto. Toutefois, en pratique, à Osaka, elle se finit à Osaka-Umeda, un arrêt après la gare de Jūsō.
C'est une ligne avec un fort trafic de trains de banlieue, dont le tracé suit en grande partie la ligne JR Kyoto de la JR West.

## Histoire
La ligne a été ouverte le 1er avril 1921 entre Jūsō et Awaji par la compagnie Northern Osaka Electric Railway, avant d'être absorbée par Hankyu en 1923. La ligne est ensuite prolongée à Saiin en 1928, à Ōmiya en 1931 et enfin à Kawaramachi en 1963.
Le 1er octobre 2019, la gare de Kawaramachi est renommée gare de Kyoto-Kawaramachi.

## Caractéristiques

### Ligne
- Ecartement : 1 435 mm
- Alimentation : 1 500 V par caténaire
- Vitesse maximale : 115 km/h

### Interconnexion
Officiellement, la ligne Kyoto commence à Jūsō, mais tous les trains continuent jusqu'au terminus d'Osaka-Umeda sur des voies réservées, en parallèle des lignes Kobe et Takarazuka.
La ligne Kyoto est connectée à différentes branches : la ligne Senri à Awaji et la ligne Arashiyama à Katsura.

### Liste des gares
| Numéro | Gare               | Nom japonais | Distance depuis Jūsō (km) | Correspondances | Localisation | Localisation        |
| ------ | ------------------ | ------------ | ------------------------- | --- | ------------ | ------------------- |
| HK-01  | Osaka-Umeda        | 大阪梅田     | (2,4)                     | Métro d'Osaka : Midōsuji, Tanimachi (à Higashi-Umeda), Yotsubashi (à Nishi-Umeda) Hanshin : Hanshin JR West : JR Kyoto, JR Kobe, Fukuchiyama, ligne circulaire d'Osaka (à Osaka), JR Tōzai (à Kitashinchi) | Osaka        | Préfecture d'Osaka  |
| HK-03  | Jūsō               | 十三         | 0                         | Hankyu : Kobe, Takarazuka | Osaka        | Préfecture d'Osaka  |
| HK-61  | Minamikata         | 南方         | 1,9                       | Métro d'Osaka : Midōsuji (à Nishinakajima-Minamigata) | Osaka        | Préfecture d'Osaka  |
| HK-62  | Sōzenji            | 崇禅寺       | 3,2                       | | Osaka        | Préfecture d'Osaka  |
| HK-63  | Awaji              | 淡路         | 4,2                       | Hankyu : Senri (interconnexion) JR West : Osaka Higashi (à JR-Awaji) | Osaka        | Préfecture d'Osaka  |
| HK-64  | Kami-Shinjō        | 上新庄       | 6,3                       | | Osaka        | Préfecture d'Osaka  |
| HK-65  | Aikawa             | 相川         | 7,2                       | | Osaka        | Préfecture d'Osaka  |
| HK-66  | Shōjaku            | 正雀         | 9,4                       | | Settsu       | Préfecture d'Osaka  |
| HK-67  | Settsu-shi         | 摂津市       | 10,9                      | | Settsu       | Préfecture d'Osaka  |
| HK-68  | Minami-Ibaraki     | 南茨木       | 12,9                      | Monorail d'Osaka : ligne principale | Ibaraki      | Préfecture d'Osaka  |
| HK-69  | Ibaraki-shi        | 茨木市       | 14,8                      | | Ibaraki      | Préfecture d'Osaka  |
| HK-70  | Sōjiji             | 総持寺       | 16,8                      | | Ibaraki      | Préfecture d'Osaka  |
| HK-71  | Tonda              | 富田         | 17,3                      | | Takatsuki    | Préfecture d'Osaka  |
| HK-72  | Takatsuki-shi      | 高槻市       | 20,6                      | | Takatsuki    | Préfecture d'Osaka  |
| HK-73  | Kammaki            | 上牧         | 24,9                      | | Takatsuki    | Préfecture d'Osaka  |
| HK-74  | Minase             | 水無瀬       | 25,7                      | | Shimamoto    | Préfecture d'Osaka  |
| HK-75  | Ōyamazaki          | 大山崎       | 27,7                      | | Ōyamazaki    | Préfecture de Kyoto |
| HK-76  | Nishiyama Tennozan | 西山天王山   | 30,2                      | | Nagaokakyō   | Préfecture de Kyoto |
| HK-77  | Nagaoka-Tenjin     | 長岡天神     | 31,7                      | | Nagaokakyō   | Préfecture de Kyoto |
| HK-78  | Nishi-Mukō         | 西向日       | 33,6                      | | Mukō         | Préfecture de Kyoto |
| HK-79  | Higashi-Mukō       | 東向日       | 35,0                      | | Mukō         | Préfecture de Kyoto |
| HK-80  | Rakusaiguchi       | 洛西口       | 36,3                      | | Kyoto        | Préfecture de Kyoto |
| HK-81  | Katsura            | 桂           | 38,0                      | Hankyu : Arashiyama (interconnexion) | Kyoto        | Préfecture de Kyoto |
| HK-82  | Nishi-Kyōgoku      | 西京極       | 40,1                      | | Kyoto        | Préfecture de Kyoto |
| HK-83  | Saiin              | 西院         | 41,9                      | Tramway de Kyoto : Arashiyama (à Sai) | Kyoto        | Préfecture de Kyoto |
| HK-84  | Ōmiya              | 大宮         | 43,3                      | Tramway de Kyoto : Arashiyama (à Shijō-Ōmiya) | Kyoto        | Préfecture de Kyoto |
| HK-85  | Karasuma           | 烏丸         | 44,4                      | Métro de Kyoto : Karasuma (à Shijō) | Kyoto        | Préfecture de Kyoto |
| HK-86  | Kyoto-Kawaramachi  | 京都河原町   | 45,3                      | Keihan : Keihan (à Gion-Shijō) | Kyoto        | Préfecture de Kyoto |